# 3186 Manuilova
3186 Manuilova este un asteroid din centura principală, descoperit pe 22 septembrie 1973 de Nikolai Cernîh.